# Marthe Keller

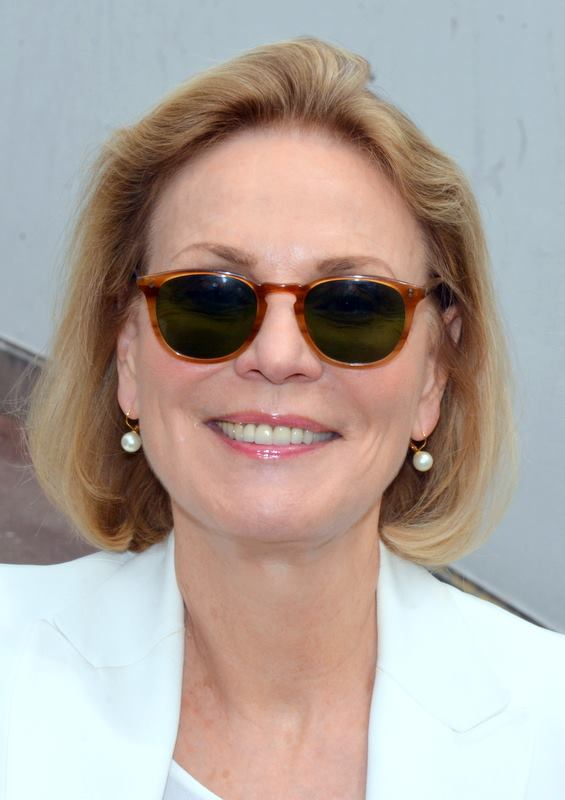
Marthe Keller (2016)

Marthe Keller (* 28. Januar 1945 in Basel) ist eine Schweizer Schauspielerin.

## Leben
Keller erhielt ab 1953 eine Tanzausbildung und gab 1962 ihr Debüt als Tänzerin am Stadttheater Basel. Nachdem sie Schauspielunterricht in München erhalten hatte, trat sie in Heidelberg und am Schillertheater in Berlin auf.
Marthe Keller begann nach einigen Rollen im deutschen Fernsehen ihre Filmkarriere in Frankreich unter der Regie von Philippe de Broca und an der Seite von Yves Montand in Pack den Tiger schnell am Schwanz (1969). In Wenn Marie nur nicht so launisch wär’ (1970) spielte sie ihre erste Hauptrolle. Daneben wirkte sie weiterhin in Theaterproduktionen mit.
Im Jahr 1975 verliess sie Frankreich und ging nach Hollywood. 1976 spielte sie an der Seite von Dustin Hoffman in Der Marathon-Mann, wofür sie eine Nominierung für einen Golden Globe als beste Nebendarstellerin erhielt. In Schwarzer Sonntag (1977) von John Frankenheimer verkörperte sie eine Terroristin, in Fedora von Billy Wilder eine zurückgezogen lebende Filmdiva, die für einen neuen Film gewonnen werden soll. Nach weiteren Rollen in Hollywood, unter anderem an der Seite von Al Pacino in Bobby Deerfield (1977) und in Die Formel mit Marlon Brando, spielt sie seit den 1980er Jahren überwiegend Theater, so unter anderem von 1983 bis 1986 die Buhlschaft im Jedermann neben Klaus Maria Brandauer bei den Salzburger Festspielen. Zudem wirkt sie in Fernsehproduktionen mit.
2001 war sie für ihre Rolle der Mme. Berthold in der Broadway-Inszenierung von Urteil von Nürnberg als beste Schauspielerin für den Tony, den US-amerikanischen Theaterpreis, nominiert. 2006 erhielt sie den Schweizer Filmpreis in der Kategorie Beste Nebendarstellerin für ihre Rolle in Fragile. Im Laufe ihrer Karriere hat sie sowohl in zahlreichen europäischen als auch in US-amerikanischen Produktionen mitgewirkt. Unter der Regie von Clint Eastwood war sie so auch 2010 an der Seite von Cécile de France in Hereafter – Das Leben danach in einer Nebenrolle als Schweizer Psychologin zu sehen. Seit 1999 hat sie ausserdem bei mehreren Opernproduktionen Regie geführt. Zu Beginn des Jahres 2012 wurde Marthe Keller von der französischen Regierung in den Rang eines Ritters der französischen Ehrenlegion erhoben.
Aus einer Beziehung mit Philippe de Broca ging ihr Sohn Alexandre (* 1971) hervor. Bis in die 1980er Jahre war sie mit Al Pacino liiert, mit dem sie sieben Jahre zusammen lebte.

## Filmografie (Auswahl)
- 1964: Der trojanische Krieg findet nicht statt (Fernsehfilm)
- 1965: Sie schreiben mit (Fernsehserie, Folge Die Entscheidung)
- 1965: Und nicht mehr Jessica (Fernsehfilm)
- 1967: Wilder Reiter GmbH
- 1969: Pack den Tiger schnell am Schwanz (Le Diable par la queue)
- 1970: Wenn Marie nur nicht so launisch wär’ (Les Caprices de Marie)
- 1971: Arsène Lupin, der Meisterdieb (Arsène Lupin) (Fernsehserie, drei Folgen)
- 1972: Das späte Mädchen (La vieille fille)
- 1973: Durch Paris mit Ach und Krach (Elle court, elle court la banlieue)
- 1974: Ein Leben lang (Toute une vie)
- 1974: Die Antwort kennt nur der Wind
- 1976: Ein Koffer aus Lausanne (Le Guêpier)
- 1976: Der Marathon-Mann (Marathon Man)
- 1977: Schwarzer Sonntag (Black Sunday)
- 1977: Bobby Deerfield
- 1978: Fedora
- 1980: Die Formel (The Formula)
- 1981: Der zweite Mann (The Amateur)
- 1982: Die Kartause von Parma (La certosa di Parma) (Fernsehminiserie)
- 1983: Wagner – Das Leben und Werk Richard Wagners (Wagner) (Fernsehminiserie)
- 1984: Nobody’s Woman (Femmes de personne)
- 1985: Rote Küsse (Rouge Baiser)
- 1985: Joan Lui (Joan Lui – ma un giorno nel paese arrivo io di lunedì)
- 1986: Die Frau des Reporters
- 1987: Schwarze Augen (Oci ciornie)
- 1989: Georg Elser – Einer aus Deutschland
- 1991: Schattenwelt (Lapse of Memory)
- 1991: Die junge Katharina (Young Catherine) (Fernsehzweiteiler)
- 1992: Herz gesucht (À deux pas du paradis) (Fernsehfilm)
- 1992: Turbulenzen (Turbulences) (Fernsehfilm)
- 1994: Meine Freundin Max (Mon amie Max)
- 1994: Tödliches Geld – Das Gesetz der Belmonts (Fernsehzweiteiler)
- 1995: Erklärt Pereira (Sostiene Pereira)
- 1995: Belle Époque (Fernsehdreiteiler)
- 1997: K – Das Zeichen des Bösen (K)
- 1997: Die Schwächen der Frauen (Elles)
- 1998: Schule des Begehrens (L’École de la chair)
- 2001: Ausgerechnet zu Weihnachten (Tout va bien c’est Noël!) (Fernsehfilm)
- 2002: Aaron und der Wolf (Time of the Wolf)
- 2003: Par amour (Fernsehfilm)
- 2004: Die Nacht singt ihre Lieder
- 2006: Fragile
- 2007: In der Glut der Sonne (UV)
- 2007: Chrysalis – Tödliche Erinnerung (Chrysalis)
- 2008: Cortex
- 2009: In einem anderen Licht (Sous un autre jour) (Fernsehfilm)
- 2010: Hereafter – Das Leben danach (Hereafter)
- 2011: Mein bester Feind
- 2011: Kleine Riesen (Les Géants)
- 2011: Die Verschwörung – Verrat auf höchster Ebene (Page Eight) (Fernsehfilm)
- 2012: Au galop
- 2013: Choral des Todes (La Marque des anges – Miserere)
- 2014: Homo Faber (drei Frauen)
- 2015: Amnesia
- 2016: La Vie à l’envers (Fernsehfilm)
- 2016: Die Ökonomie der Liebe (L’Économie du couple)
- 2017: The Escape
- 2017: Sources assassines (Fernsehfilm)
- 2018: Für meinen Glauben (Dévoilées) (Fernsehfilm)
- 2018: The Romanoffs – Die blaue Stunde (The Romanoffs – The Violet Hour) (Fernsehserie, eine Folge)
- 2018: The Witness
- 2019: The Staggering Girl (Kurzfilm)
- 2019: On ment toujours à ceux qu’on aime
- 2019: La Sainte Famille
- 2020: Schwesterlein
- 2020: Wanda, mein Wunder
- 2022: Marie Antoinette (Fernsehserie)
- 2023: Mars Express (Stimme)
- 2023: One Life

## Auszeichnungen
- 1967: Nominierung für den Deutschen Filmpreis in der Kategorie Beste weibliche Nebenrolle für Wilder Reiter GmbH
- 1977: Nominierung für den Golden Globe Award in der Kategorie Beste Nebendarstellerin für Der Marathon-Mann
- 1977: Bambi in der Kategorie Beste Darstellerin – National für Der Marathon-Mann
- 1988: Nominierung für den David di Donatello in der Kategorie Beste Nebendarstellerin für Schwarze Augen
- 2001: Nominierung für den Tony Award in der Kategorie Beste Hauptdarstellerin für Judgment at Nuremberg
- 2003: Preis in der Kategorie Beste Darstellerin beim Festival du film de télévision de Luchon für Par amour
- 2006: Schweizer Filmpreis in der Kategorie Beste Nebendarstellerin für Fragile
- 2009: Officier de l’Ordre des Arts et des Lettres (Offizierskreuz des Ordens der Künste und der Literatur)[7]
- 2012: Chevalier de la Légion d’honneur (Ritterkreuz der Ehrenlegion)[5]
- 2020: Nominierung für den Deutschen Schauspielpreis in der Kategorie Beste Nebendarstellerin für Schwesterlein